# Mount Hope (Kansas)
Mount Hope és una població dels Estats Units a l'estat de Kansas. Segons el cens del 2000 tenia 830 habitants.

## Demografia
Segons el cens del 2000, Mount Hope tenia 830 habitants, 301 habitatges, i 217 famílies. La densitat de població era de 314,2 habitants/km².
Dels 301 habitatges en un 37,5% hi vivien nens de menys de 18 anys, en un 61,8% hi vivien parelles casades, en un 7% dones solteres, i en un 27,6% no eren unitats familiars. En el 26,6% dels habitatges hi vivien persones soles el 18,3% de les quals corresponia a persones de 65 anys o més que vivien soles. El nombre mitjà de persones vivint en cada habitatge era de 2,6 i el nombre mitjà de persones que vivien en cada família era de 3,14.
Per edats la població es repartia de la següent manera: un 29% tenia menys de 18 anys, un 5,3% entre 18 i 24, un 27% entre 25 i 44, un 20,4% de 45 a 60 i un 18,3% 65 anys o més.
L'edat mediana era de 37 anys. Per cada 100 dones de 18 o més anys hi havia 81,8 homes.
La renda mediana per habitatge era de 38.512 $ i la renda mediana per família de 45.625 $. Els homes tenien una renda mediana de 36.484 $ mentre que les dones 29.375 $. La renda per capita de la població era de 19.103 $. Entorn del 5,5% de les famílies i el 3,7% de la població estaven per davall del llindar de pobresa.

## Poblacions més properes
El següent diagrama mostra les poblacions més properes.